# Toukhi vasúti baleset
A toukhi vasúti baleset 2021. április 18-án történt Egyiptomban. A Toukh közelében történt balesetben 23 ember vesztette életét és további 139 megsérült, míg többen a felborult kocsik alá szorultak. Az Egészségügyi Minisztérium 58 mentőautót irányított a helyszínre a sérültek elszállítására. Egy hónapon belül ez volt a harmadik súlyosabb vasúti baleset Egyiptomban. Tekintettel az egyiptomi vasúti szerencsétlenségek gyakoriságára, az ügyészek a vasúti alkalmazottak hanyagságát és az ország helytelen irányítását okolták a balesetekért.

## Vizsgálat
Az előzetes vizsgálatok kimondták, hogy a vonat sebessége lehetett a baleset oka, mivel a vonat 120 km/h sebességgel haladt egy olyan szakaszon, ahol 30 km/h-nál nem lehet gyorsabban menni. A vizsgálat során őrizetbe vették a mozdonyvezetőt, a mozdonyvezető segédjét, valamint a baleset helyszínén lévő jelzőtáblákat kihelyező munkásokat.

## Következmények
Abd el-Fattáh esz-Szíszi elnök megbízta Mostafa Madbouly miniszterelnököt, hogy hozzon létre egy vizsgálóbizottságot, a baleset okának megállapítására. A közlekedésügyi miniszter, Kamel Al-Wazir ellátogatott a baleset helyszínére, és kijelentette hogy a felelősségre fogják vonni a balesetért felelősöket. A baleset következtében elbocsátották az egyiptomi vasúti hatóság vezetőjét.

## Fordítás
Ez a szócikk részben vagy egészben  a   Toukh train accident című angol Wikipédia-szócikk ezen változatának fordításán alapul.  Az eredeti cikk szerkesztőit annak laptörténete sorolja fel. Ez a jelzés csupán a megfogalmazás eredetét és a szerzői jogokat jelzi, nem szolgál a cikkben szereplő információk forrásmegjelöléseként.